# كاستيلانيلية جنسنغية
كاستيلانيلية جنسنغية (الاسم العلمي: Castellaniella ginsengisoli) هي نوع من البكتيريا، سلبية الغرام، تتبع جنس الكاستيلانيلية.